# Sheldon Rankins
Sheldon Rankins (Covington, 2 aprile 1994) è un giocatore di football americano statunitense che milita nel ruolo di defensive tackle per i Cincinnati Bengals della National Football League (NFL).

## Carriera universitaria
Hargreaves al college giocò all'Università di Louisville dal 2012 al 2015. Dopo essere sceso in campo principalmente come riserva nelle prime due annate, divenne titolare a partire dal 2014, quando mise a segno 8 sack. Concluse la carriera nel college football con 6 sack nel 2015.

## Carriera professionistica

### New Orleans Saints
Rankins fu scelto come dodicesimo assoluto nel Draft NFL 2016 dai New Orleans Saints. A causa di un infortunio fu costretto a perdere i primi due mesi della sua prima stagione, che concluse con 20 tackle, 4 sack e un fumble forzato in 9 presenze, nessuna delle quali come titolare.

### New York Jets
IL 23 marzo 2021 Rankins firmò un contratto biennale da 17 milioni di dollari con i New York Jets.

### Houston Texans
Il 15 marzo 2023 Rankins firmó con gli Houston Texans un contratto triennale del valore di 8,5 milioni di dollari.

### Cincinnati Bengals
Il 18 marzo 2024 Rankins firmò un contratto biennale con i Cincinnati Bengals.